# Київська гімназія східних мов № 1
Київська гімназія східних мов № 1 — заклад загальної середньої освіти Святошинського району міста Києва.

## Особливості закладу
Заклад освіти було засновано в 1936 році як школа для дітей із Іспанії. Будівлю гімназії споруджено на місці колишнього парку на території Святошинських дач. На сьогодні у гімназії навчається понад 1100 учнів, працює 118 педагогів, серед яких 5 мають звання «Заслужений учитель України», 31 – «Відмінник освіти України», 83 учителі вищої кваліфікаційної категорії. Також працюють вчителі - носії арабської та китайської мов.
Навчання учнів проходить за авторськими навчальними програмами китайської, японської, арабської, перської, гінді, турецької, корейської мов та другої іноземної – англійської мови. У першому класі вивчають одну з цих мов на поглибленому рівні (2 години на тиждень), у другому класі вже 3 години, в третьому – 4, у п'ятому – 5, і з 6-го класу – по 6 годин. Крім того, з першого класу учні мають 2 години англійської мови. Кожен із 41 класу закладу освіти об'єднується в групи з вивчення тієї чи іншої східної мови. 2015 року  відкрито клас Конфуція штаб-квартири Інституту Конфуція міста Ханьбань (КНР).

## Громадська та наукова діяльність
- асоційована школа ЮНЕСКО;
- колективний член Українського руху «Педагоги за мир та взаєморозуміння»;
- базовий заклад загальної середньої освіти Інституту педагогіки НАПН України (співпраця з відділами дидактики, навчання іноземних мов, навчання української мови та літератури, навчання географії та економіки);
- проведення щорічних Всеукраїнських науково-практичних конференцій «Україна – країни Сходу в ХХІ сторіччі в діалозі мов, культур, цивілізацій, педагогічних систем: ціннісні виміри особистості» (з 1999 року);
- дослідно-експериментальна робота академічного рівня з теми: «Дидактико-методичні засади використання новітніх технологій у навчанні та вихованні учнів  гімназії» (напрям «Розробка і впровадження нових технологій навчання східних мов») під керівництвом кандидата педагогічних наук, старшого наукового співробітника, доцента В.Г.Редька (2007-2012 рр.).
- дослідно-експериментальна робота всеукраїнського рівня  за темою  «Реалізація інноваційної моделі розвитку культурно-мовних та морально-громадянських цінностей учнів» (грудень 2012  — грудень 2019  року). Науковий керівник – провідний науковий співробітник відділу дидактики Інституту педагогіки НАПН Ук раїни, кандидат педагогічних наук В.І.Кизенко.

## Нагороди та відзнаки
- медалі та дипломи за досягнення у модернізації освіти на  міжнародних виставках «Сучасні заклади освіти. Україна».
- премія імені Василя Помагайби за вагомий внесок у розвиток педагогічної науки, активну співпрацю з Інститутом педагогіки НАПН України, участь у впровадженні результатів науково-дослідницької роботи та їх популяризацію (2015).